# Autotreno FIAT ATR.410
L'autotreno ATR.410 è un prototipo, rimasto esemplare unico, di treno a motori termici a gasolio e a trasmissione elettrica, a pendolamento attivo, costruito dalla Fiat Ferroviaria e proposto alle Ferrovie dello Stato italiane che ha circolato per collaudi e prove a partire dal 1997.	

## Storia
Contemporaneamente allo sviluppo degli ETR 480 la Fiat Ferroviaria di Savigliano verso la fine degli anni novanta sviluppò e realizzò un progetto di treno a due elementi a pendolamento attivo in grado di raggiungere i 160 km/h su linee ferroviarie non elettrificate; la proposta aveva lo scopo di promuovere una serie di ordinazioni da parte delle Ferrovie dello Stato con particolare orientamento verso l'impiego su alcune linee trasversali appenniniche, sulla Ferrovia Jonica e sulla Dorsale sarda che, dopo l'annullamento del programma di elettrificazione in corrente alternata monofase e il conseguente accantonamento dei mai impiegati locomotori E.491 era rimasta priva di un programma di ammodernamento e velocizzazione. Il nuovo autotreno, denominato ATR.410, avrebbe dovuto svolgere proprio in Sardegna, nel mese di luglio del 1997, un ciclo di prove ma uscì dalle officine di Savigliano il 21 ottobre dello stesso anno muovendo in Piemonte i suoi primi passi. Venne immatricolato, dalle FS, come rotabile privato 95.83.9.410.991-992 in attesa di future decisioni o ordinazioni. 
Una serie di collaudi e servizi svolti sulla rete ferroviaria italiana mise in evidenza seri problemi di raffreddamento dei motori elettrici di nuova concezione a magneti permanenti. La serie di vicende connesse alla vendita di Fiat Ferroviaria alla Alstom e lo scarso interesse dimostrato dalle “nuove ferrovie” riguardo ai servizi regionali, (come quello della rete ferroviaria della Sardegna) portarono all'abbandono del progetto del "Pendolino Diesel", che avrebbe richiesto una riprogettazione della trasmissione, malgrado un investimento di circa 10 milioni di euro. 

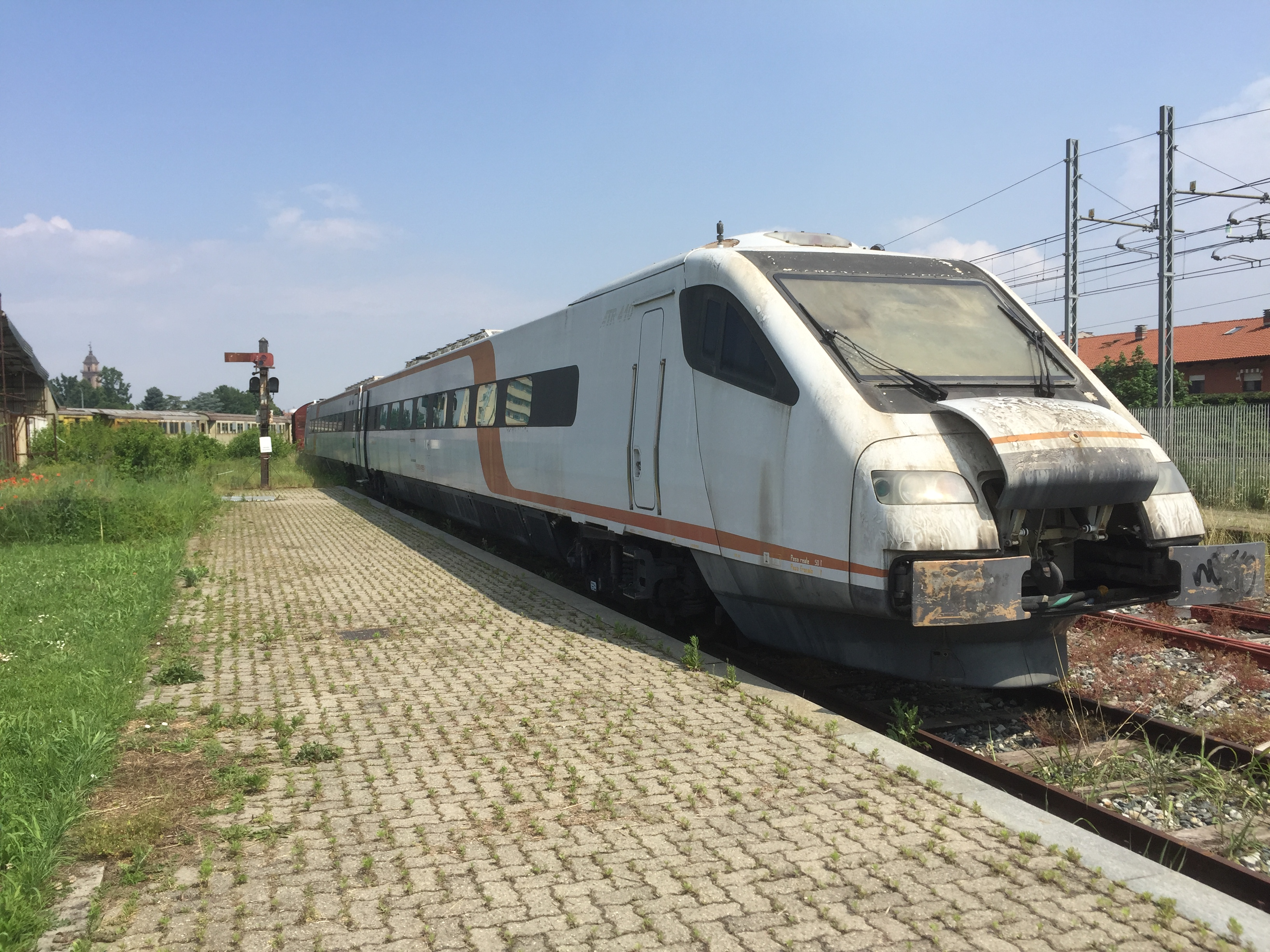
L'ATR 410 esposto al Museo Ferroviario Piemontese poco prima del restauro estetico (giugno 2021)

L'ATR.410 è nel parco rotabili del Museo Ferroviario Piemontese di Savigliano (CN); tra fine 2021 e inizio 2022 è stato oggetto di un intervento di recupero e valorizzazione estetica.

## Caratteristiche
Il rotabile consta di due unità di trazione la cui cassa è molto simile a quella delle unità di testa dell'ETR.480 da cui deriva strettamente. Su ogni unità sono presenti due motori diesel IVECO-AIFO 8217 SRI 10.00 sovralimentati con interrefrigerazione. Questi azionano altrettanti alternatori trifase; la corrente viene fornita ai motori di trazione sincroni a magneti permanenti mediante 4 converter di trazione a IGBT; il sistema di conversione è raffreddato a liquido. I motori elettrici sono uno per asse e raggiungono la potenza complessiva al cerchione di 760 kW. La frenatura è del tipo elettrico a dissipazione reostatica e pneumatica ad aria compressa. La massa complessiva del rotabile in assetto di servizio è di 101 t e la velocità massima raggiungibile di 160 km/h.